# 労働者共産党
労働者共産党（ろうどうしゃきょうさんとう、略称：労共党、英語: Workers' Communist Party In Japan、JWCP）は、日本の新左翼党派の一つ。1999年6月に共産主義者同盟（赫旗派）と日本共産党（マルクス・レーニン主義）が統合して結成された。
マルクス・レーニン主義や毛沢東思想などによる「社会主義世界革命」を掲げる。指導者は松平直彦、機関紙誌は『プロレタリア』（月刊）、活動拠点は新世界通信。

## 概要
共産同系と親中共派系という異なる源流の党派同士の合流ということで、結党当初は注目された。一方で、機関紙名や主だった組織が共産党ML派を中心としている事から、「共産同が毛沢東主義・スターリン主義に屈服した」との批判的見解も発生した。

## 綱領
綱領的存在の共同声明では、最終的な目標はマルクス・レーニン主義や毛沢東思想などの共産主義潮流を発展させて現代修正主義と闘い、プロレタリア国際主義を堅持して世界社会主義革命を目指す事であり、当面の目標である日本革命は日本帝国主義を打倒しアメリカ帝国主義を一掃してプロレタリア階級独裁を樹立する社会主義革命を実現する事、としている。
規約では「個人は組織に従い、少数は多数に従い、下級は上級に従い、全体は中央に従う」と記載し民主集中制を堅持している

## 政策
労働運動では非正規労働者の組織化、沖縄の普天間基地問題では「普天間即時閉鎖・新基地阻止」を主張している。
日本国憲法（特に第9条）は、「全世界人民の反ファッショ民主主義闘争の成果を反映するとともに、また同時に、戦勝国アメリカ帝国主義の対日政策と新たな世界支配の意図を背景に持つ」として、当面は「憲法の平和的・民主的条項」（平和主義、主権在民、基本的人権、地方自治など）を守るために「改悪反対」のための「広範な共同戦線の形成」を訴えており、これは「現行憲法を丸ごと肯定する「護憲」の立場に立つものではない」としている。将来の「社会主義革命」では「新憲法の制定」が必要とするが、最終的には「軍隊なき社会主義国家」の樹立を目指す、としている。

## 年表
- 1993年6月 共産主義者同盟 (赫旗派)と日本共産党 (マルクス・レーニン主義全国委員会)による統合協議が始まる
- 1999年6月 労働者共産党結成、結成大会
- 2002年6月 第二回党大会
- 2005年7月 第三回党大会
- 2007年の第21回参議院選挙では東京都選挙区の川田龍平を、比例区では社民党の山内徳信を支持した。
- 2013年の第23回参議院選挙では東京都選挙区の山本太郎を支持した。
- 2020年12月 第八回党大会

## 参照
1. ↑  結成宣言（1999年） - 労働者共産党
2. 1 2 3 4  共同声明（1999年） - 労働者共産党
3. ↑  規約 - 労働者共産党
4. ↑  新しい労働運動を目指して
5. ↑  沖縄からの通信
6. ↑  憲法闘争における党の政策